# Who Says (John Mayer)
Who Says è un singolo del cantautore statunitense John Mayer, pubblicato il 13 ottobre 2009 come primo estratto dal quarto album in studio Battle Studies.

## Tracce
1. Who Says – 2:59

## Formazione
- John Mayer – voce, chitarra
- Steve Jordan – batteria
- Pino Palladino – basso
- Ian McLagan – organo, celesta